# 劉韋辰 (羽毛球運動員)
劉韋辰（1994年10月29日—），澎湖人，台灣男子羽毛球運動員，隸屬亞柏羽球隊，亦兼任高雄中學羽球隊教練。其弟劉韋奇同為羽球運動員

## 簡歷
劉韋辰來自澎湖，出自澎湖馬公中正國小羽球隊，後前往高雄就讀與亞柏羽球隊合作的高雄中學、國立高雄大學。
2015年9月，劉韋辰搭檔楊博涵闖入雪梨國際賽男雙決賽，最終不敵馬來西亞選手。2016年3月，劉／楊在懷卡托國際賽第二度闖入國際賽決賽，並擊敗隊友蘇敬恒／楊博軒，奪得生涯首冠。

## 主要比賽成績
只列出曾進入準決賽的國際賽事成績：
| 年份   | 賽事               | 公開賽級別 | 項目     | 搭檔   | 成績   |
| ------ | ------------------ | ---------- | -------- | ------ | ------ |
| 2015年 | 雪梨羽毛球國際賽   | 國際挑戰賽 | 男子雙打 | 楊博涵 | 亞軍   |
| 2016年 | 懷卡托羽毛球國際賽 | 未來系列賽 | 男子雙打 | 楊博涵 | 冠軍   |
| 2017年 | 波蘭羽毛球公開賽   | 國際挑戰賽 | 男子雙打 | 曾敏豪 | 準決賽 |

| 2007-2017年 | 首要超級賽 | 超級賽 | 黃金大獎賽 | 大獎賽 | 國際挑戰賽 | 國際系列賽 | 未來系列賽 | 其他 |